# Jan Kolečkář
Jan Kolečkář (* 27. května 1964 Olomouc) je bývalý český fotbalový obránce.
Pracuje jako novinář a moderátor, byl reportérem TV Nova či TV ZZIP Olomouc. Od roku 2000 pracoval také v magazínu Hattrick.

## Hráčská kariéra
Odchovanec Jiskry Otrokovice hrál v sezoně 1991/92 druhou nejvyšší soutěž za Slušovice (TJ DAK MOVA Bratislava), na jaře 1992 zasáhl do 3 utkání nejvyšší soutěže v dresu Sigmy MŽ Olomouc.
Po návratu do Slušovic slavil s klubem třikrát v řadě postup do vyšší soutěže (viz 1992/93, 1993/94 a 1994/95) a v sezoně 1995/96 v něm hrál opět druhou ligu. V ročníku 1996/97 byl hráčem Přerova, na podzim 1997 hájil barvy Zlína, jaro 1998 strávil v Ratíškovicích a kariéru uzavřel v Hulíně.

## Ligová bilance
| Ročník                       | Zápasy | Góly | Minuty | Klub             |
| ---------------------------- | ------ | ---- | ------ | ---------------- |
| II.liga 1990/91              | 28     | 2    |        | MOVA Bratislava  |
| I. liga 1991/92              | 3      | 0    | 64     | Sigma MŽ Olomouc |
| II.liga 1992/93              | 26     | 1    |        | GERA Drnovice    |
| divize 1993/94               | 30     | 15   |        | Alfa Slušovice   |
| MSFL 1994/95                 | 28     | 1    |        | Alfa Slušovice   |
| II. liga 1995/96             | 29     | 2    | –      | Alfa Slušovice   |
| II. liga 1996/97             | 27     | 1    | –      | PS Přerov        |
| II. liga 1997/98             | 9      | 0    | –      | Svit Zlín        |
| CELKEM I. LIGA               | 3      | 0    | 64     |                  |
| CELKEM II. LIGA (od 1990/91) | 119    | 6    | –      |                  |